# Kilmarnock (stacja kolejowa)
Kilmarnock – stacja kolejowa w Kilmarnock, w hrabstwie East Ayrshire, w Szkocji, w Wielkiej Brytanii. Stacja jest zarządzana przez First ScotRail i jest obsługiwana przez pociągi na Glasgow South Western Line.

## Historia
Pierwsza stacja w Kilmarnock otworta została przez Kilmarnock and Troon Railway w dniu 6 lipca 1812 roku, jako jedna z pierwszych stacji w Szkocji. Została ona zastąpiona przez Glasgow, Paisley, Kilmarnock and Ayr Railway w dniu 4 kwietnia 1843 roku.
Trzecia i aktualna stacja została otwarta w dniu 20 lipca 1846.